# Stronger Together (libro)
Stronger Together: A Blueprint for America's Future es un libro de 2016 escrito por Hillary Clinton y por su compañero de fórmula a la vicepresidencia Tim Kaine, publicado durante las elecciones presidenciales estadounidenses de 2016. En él, describe su visión para la nación en caso de ganar las elecciones.

## Contenido
El contenido del libro incluye puntos clave de política pública en versión resumida, fotografías de los dos autores haciendo campaña, varios gráficos y extractos de algunos de los discursos que Clinton ha pronunciado. El estilo de presentación del libro es similar al de una presentación de PowerPoint.
El libro se divide en tres secciones principales:
1. Creciendo juntos: propuestas para la economía.
2. Más seguros juntos: propuestas relativas a la seguridad nacional.
3. Permaneciendo juntos: propuestas y creencias sobre la vida y la política domésticas.[2]

Ambos autores escribieron breves introducciones que detallaban cómo parte de su educación temprana había afectado su visión del mundo actual. Cada autor también escribió una conclusión sobre las reflexiones personales sobre los esfuerzos que harían si fueran elegidos.

## Publicación
El trabajo es del género "libro de campaña". Como lo describió The New York Times, "los candidatos a menudo publican libros escritos apresuradamente durante sus campañas, a menudo con el objetivo de difundir su mensaje y atraer publicidad, en lugar de encabezar las listas de éxitos de ventas". 
El anuncio del libro se hizo por primera vez el 4 de agosto de 2016. El editor, Simon & Schuster, había publicado los cinco libros anteriores de Clinton. En parte, la publicación del libro tenía la intención de resaltar lo que los autores vieron como la riqueza en políticas públicas de la campaña de Clinton en 2016 y la preparación del equipo Clinton-Kaine para asumir el cargo, en contraste con la campaña de Donald Trump en 2016, que fue considerada por los escritores de CNN y The Washington Post como comparativamente "ligera de propuestas".
Tras su lanzamiento, que con fecha de publicación del 6 de septiembre llegaba más tarde en el ciclo electoral de lo habitual para libros de este tipo, Clinton dijo a los periodistas que el libro tenía la intención de ser "nuestro plan para el futuro de Estados Unidos. Queríamos que los votantes pudieran encontrar, en un solo lugar, todos los planes y políticas de los que he estado hablando a lo largo de esta campaña". Kaine enfatizó que el libro tenía un mensaje positivo sobre el futuro del país, a diferencia de lo que afirmó era una visión pesimista presentada por el libro Crippled America de 2015 de Trump. La campaña eligió el lema y el título "Más fuertes juntos" entre 85 posibilidades; fue utilizada en el avión de campaña, en el autobús de campaña y en una serie de discursos políticos. 

## Reacción crítica
Las reseñas de los usuarios de Amazon.com sobre el libro se convirtieron en un campo de batalla inmediato entre los opositores y simpatizantes de Clinton, y el personal de Amazon eliminó un gran número de reseñas negativas que fueron juzgadas como trabajo de los troles de Internet .
La reacción crítica al libro ha sido en gran medida negativa. Carlos Lozada, crítico de libros de no ficción de The Washington Post, escribió: "Cuando terminé este libro, resentía su existencia. Es un trabajo confeso de cortar y pegar hojas informativas, discursos y artículos de opinión de la campaña. Eso establece expectativas bastante modestas. Sin embargo, incluso para ese estándar, y la barra baja para los libros de campaña de los candidatos en general, 'Stronger Together' es una vergüenza, descuidada, repetitiva, obediente y aburrida". La reseña terminó con un alegato en contra del "género de libros de campaña" en su conjunto. 
Alex Shephard, editor de noticias de The New Republic, escribió que: "Es un libro muy malo y no hay absolutamente ninguna razón para que exista". Dieciséis dólares por una plataforma glorificada es absurdo cuando puede obtener toda la información del libro, la mayoría de la cual significa casi nada, de forma gratuita en línea. Empieza de forma vacía (sus dos primeras frases son: "Se ha dicho que Estados Unidos es grande porque Estados Unidos es bueno". Estamos de acuerdo.') y no mejora a partir de ahí".
Anna Silman, escritora de cultura de la revista New York, dijo que el libro se puede caracterizar por "su tipo de letra Serif, imágenes kitsch y [...] ausencia de buen gusto". Un titular en The Christian Science Monitor decía: "¿Son horribles todos los libros de campañas? Clinton ciertamente no contradice la tendencia".
El reportero de política Evan Halper de Los Angeles Times fue menos cáustico y dijo del volumen: "la minucia es el punto. El objetivo político del libro es menos ser un apasionante volteador de páginas que argumentar que Donald Trump ni siquiera tiene el material para publicar tal libro si así lo quisiera".
Escribiendo para CNN, el productor sénior Edward Mejia Davis comparó el libro con un esfuerzo similar de Bill Clinton y Al Gore, Putting People First: How We Can All Change America (Poniendo a las personas primero: cómo todos podemos cambiar Estados Unidos), publicado durante su campaña de 1992 . Davis concluyó que la comparación reveló una deriva hacia la izquierda en el Partido Demócrata durante los 24 años transcurridos entre ambos. 

## Ventas
Aunque tanto Clinton como Kaine promovieron el nuevo trabajo en sus mítines de campaña, las ventas iniciales del libro fueron bastante modestas, vendiendo menos de 3,000 copias en su primera semana de disponibilidad. El Times dijo que la cifra "convierte firmemente al libro en lo que la industria editorial consideraría un fracaso". 
Todo lo recaudado con el libro fue destinado a la caridad.